# Chevagny-sur-Guye
Chevagny-sur-Guye är en kommun i departementet Saône-et-Loire i regionen Bourgogne-Franche-Comté i östra Frankrike. Kommunen ligger i kantonen La Guiche som tillhör arrondissementet Charolles. År 2022 hade Chevagny-sur-Guye 51 invånare.

## Befolkningsutveckling
Antalet invånare i kommunen Chevagny-sur-Guye
| Referens: INSEE |